# Is This What You’ve Been Waiting For?
Is This What You’ve Been Waiting For? (englisch für „Ist es das, worauf du gewartet hast?“) ist das im Juli 2025 erschienene sechste Studioalbum der britischen Singer-Songwriterin Amy Macdonald.

## Entstehung und Veröffentlichung
Das Album wurde am 11. Juli 2025 bei den Musiklabels BMG Rights Management und Infectious Music veröffentlicht. Es erschien als CD (Katalognummer: 409996415541) und LP (Katalognummer: 4099964155433) sowie zum Download und Streaming mit zehn Titeln.
Die Lieder wurden alle von der Interpretin zusammen mit wechselnden Koautoren geschrieben. Für den größten Teil der Produktion zeichnete Jim Abbiss verantwortlich, dieser produzierte sieben Titel, sechs davon alleine. Weitere Produktionen stammen von Nicolas Rebscher (drei Titel), James Arter und Adam Falkner (je zwei Titel) sowie Matt Jones (ein Titel).

## Titelliste
| Nr.          | Titel                                 | Autor(en)                                | Länge |
| ------------ | ------------------------------------- | ---------------------------------------- | ----- |
| 1.           | Is This What You’ve Been Waiting For? | Amy Macdonald, James Arter, Adam Falkner | 3:34  |
| 2.           | Trapped                               | Macdonald, Thom Kirkpatrick              | 3:49  |
| 3.           | Can You Hear Me?                      | Macdonald, Matt Jones                    | 3:57  |
| 4.           | I’m Done (Games That You Play)        | Macdonald, Nicolas Rebscher              | 3:03  |
| 5.           | The Hope                              | Macdonald, Arter, Falkner                | 3:33  |
| 6.           | Forward                               | Macdonald, Kirkpatrick                   | 3:43  |
| 7.           | We Survive                            | Macdonald                                | 3:35  |
| 8.           | One More Shot                         | Macdonald, Arter, Falkner                | 3:34  |
| 9.           | Physical                              | Macdonald, Kirkpatrick                   | 3:46  |
| 10.          | It’s All So Long Ago                  | Macdonald, Arter, Falkner                | 4:03  |
| Gesamtlänge: | Gesamtlänge:                          | Gesamtlänge:                             | 36:37 |

## Singleauskopplungen
Im April 2025 veröffentlichte Macdonald die erste Single Is This What You’ve Been Waiting For?. In einem Interview erzählte sie, die Eröffnung von The Sphere in Las Vegas habe sie zu dem Titel inspiriert. Zudem sei das Lied eine Reaktion auf die steigende Nachfrage durch Streamingdienste. Im Mai folgte Forward und im Juni Can You Hear Me?

## Rezeption

### Rezensionen
Christopher Sennfelder von plattentests.de lobt die stilistische Bandbreite des Albums. Vor allem die Songs Can You Hear Me?, The Hope, Forward und It’s All So Long Ago bezeichnet er als Highlights. Das Album sorge für gute Laune und alles wirke „wie aus einem Guss“. Sennfelder kritisiert allerdings, „dass die Musikerin bisweilen immer noch gerne ins Kitschige abdriftet“ und dass man „eine gewisse Toleranz für Dur-Akkorde“ benötige. Dennoch resümiert er, das Album sei „eines ihrer besten Alben“.
Philipp Kause von laut.de bezeichnet das Album als „langweilig“. Das Album wirke „mehr wie das Erfüllen einer vorgestanzten Formel“ und bestehe aus „sehr viel Mittelmaß und Monotonie“. Kause hält Macdonald zugute, dass sie „berührende Geschichten mit guten Absichten“ erzähle und Themen in ihren Songs anspreche, die sonst niemand thematisiere, wie die „Alltagstragik des akzeptierten und totgeschwiegenen Alkoholismus“ in dem Song We Survive. Als „Clou des Albums“ bezeichnet er Physical.

### Mediale Verwendung
Die Single Is This What You’ve Been Waiting For? war der offizielle Song der ARD zur Fußball-Europameisterschaft der Frauen 2025.

## Chartplatzierungen
| ChartsChartplatzierungen     | Höchstplatzierung | Wochen |
| ---------------------------- | ----------------- | ------ |
| Deutschland (GfK)            | 4 (4 Wo.)         | 4      |
| Österreich (Ö3)              | 3 (… Wo.)         | …      |
| Schweiz (IFPI)               | 3 (… Wo.)         | …      |
| Vereinigtes Königreich (OCC) | 8 (1 Wo.)         | 1      |